# Lago Gulbrandsen
El Lago Gulbrandsen (en inglés: Gulbrandsen Lake) es un lago de 0.8 km de largo al norte del Glaciar Neumayer en la isla San Pedro del archipiélago de las islas Georgias del Sur. Ahora es un cuenco vacío; la morrena y la represa de hielo formada por el Glaciar Neumeyer ya no contiene más a este lago. Fue nombrado "Ciudad Blanca" por la expedición británica liderada por Ernest Shackleton en 1921 y 1922, pero este nombre es considerado inadecuado y nunca se usó localmente. El Lago Gulbrandsen fue nombrado por el Comité de Topónimos Antárticos del Reino Unido en 1957 en honor a Gunnar Gulbrandsen, un patronista de la estación de la Compañía Argentina de Pesca en Grytviken, 1927-30, carpintero en Stromness, 1945-46 y carpintero, encargado del muelle y oficial junior en la estación de la Compañía de Caza de Ballenas en Puerto Leith por muchos años empezando en 1946.